# Merosargus peruvianus
Merosargus peruvianus är en tvåvingeart som beskrevs av James 1971. Merosargus peruvianus ingår i släktet Merosargus och familjen vapenflugor. Inga underarter finns listade i Catalogue of Life.